# Emily Dickinson Museum
Das Emily Dickinson Museum ist ein aus zwei Gebäuden bestehendes Museum in Amherst im Bundesstaat Massachusetts der Vereinigten Staaten. Es handelt sich zum einen um das Geburtshaus der Dichterin Emily Dickinson, die es ihr Leben lang von 1855 bis 1886 bewohnte. 1962 wurde es als National Historic Landmark anerkannt und 1966 mit der Bezeichnung Emily Dickinson Home in das National Register of Historic Places eingetragen, seit 1977 ist es zugleich Contributing Property zum Dickinson Historic District. Zum anderen umfasst das Museum das als Evergreens bekannte, unmittelbar benachbarte Haus.

## Architektur
Das zweieinhalbstöckige Bauwerk besteht vollständig aus Mauerziegeln und steht auf einem rund 0,6 ha großen Grundstück. Der älteste Teil des Hauses wurde 1813 errichtet. Der Haupteingang befindet sich mittig an der Vorderseite des Gebäudes und wird von einem Vordach gekennzeichnet, das auf geriffelten Säulen ionischer Ordnung ruht. Spuren im Mauerwerk über der Eingangsveranda weisen darauf hin, dass ein palladianisches Fenster durch Fenstertüren ersetzt wurde.
Nach dem Erwerb des Hauses durch Edward Dickinson im Jahr 1855 nahm er einige bauliche Veränderungen vor, darunter einige optische Veränderungen sowie Anbauten. Weitere Änderungen, unter anderem die Elektrifizierung sowie die Installation von Sanitärtechnik, erfolgten 1915 durch die Familie Park. Seit 1964 befindet sich das Gebäude im Eigentum des Amherst College.

## Historische Bedeutung
Emily Dickinson gilt heute als bedeutende amerikanische Dichterin. Von ihren heute bekannten 1775 Gedichten wurden zu ihren Lebzeiten jedoch nur sieben veröffentlicht. Diese verwirrten die zeitgenössischen Rezensenten durch ihre metrische Originalität, ihre Brüche in Grammatik und Sprache und ihre häufige inhaltliche Unklarheit, sodass eine kritische Auseinandersetzung und Würdigung von Dickinsons Werken erst im 20. Jahrhundert erfolgte.